# Музикално програмиране
Музикалното програмиране е процес на създаване на музика с помощта на електронни устройства, напр. секвенсери и компютърни програми.
Това е въвеждане на последователност от музикална информация като ноти, трайност и други в цифров вид или изсвирването им и записването им в дигитален вид. Нарича се още секвенция заради ползването на данните от музикални устройства наречени секвенсери. Информацията е най-често в MIDI формат.